# Panas Lioubtchenko
 (mars 2025).
Panas Petrovich Lioubtchenko (en ukrainien : Панас Петрович Любченко), né le 14 janvier 1897 à Kaharlyk dans l'oblast de Kiev et mort le 30 août 1937, était un homme politique ukrainien et soviétique, qui a été président du Conseil des commissaires du peuple de la RSS d'Ukraine (l'équivalent actuel du premier ministre) de 1934 à 1937 et procureur lors du procès de l'Union pour la libération de l'Ukraine.

## Biographie
Panas Lioubtchenko était fils de fermier. Il a rejoint le Parti ukrainien des socialistes-révolutionnaires en 1913 et entre dans l'armée impériale russe à Kiev en 1914. Il a été actif dans les troupes en tant que révolutionnaire et a été membre du Soviet de Kiev en 1917-1918 et membre du Comité révolutionnaire de Kiev pendant la Révolution d'Octobre. 
Panas Lioubtchenko a rejoint le Parti communiste ukrainien en 1920 et après la guerre civile a travaillé pour les bolcheviks et leur État, l'Union soviétique. Il fut président du Comité exécutif de l'oblast de Tchernihiv, de l'Union panukrainienne des coopératives agricoles, membre du Comité exécutif du district de Kiev et des soviets municipaux. 
En décembre 1925, il fut élu président du comité exécutif du district de Kiev et du conseil municipal de Kiev et occupa ces postes jusqu'à fin 1927. 
De 1928 à 1934, il est secrétaire du Comité central du parti communiste ukrainien et membre du Politburo de ce parti. 
Du 28 avril 1934 au 30 août 1937, Panas Lioubtchenko a été président du Conseil des commissaires du peuple de la République socialiste soviétique d'Ukraine. 
Le 20 décembre 1935 il reçoit la médaille de l'Ordre de Lénine.
Il a été membre du Comité exécutif central de l'URSS. Il assiste au Plénum du 23 février 1937. 
En août 1937, lors d'une session plénière de son parti, il est accusé d'être de trahison et de collusion avec des séparatistes ukrainiens qui souhaitaient détacher l'Ukraine de l'Union soviétique. Panas Lioubtchenko a nié toutes les allégations. Il s'est rendu chez sa femme Maria Nikolaevna Kroupenik pendant une pause de conférence et l'a abattue, puis s'est suicidé. La même année, son fils, sa mère, son frère et trois des sœurs de sa femme ont été arrêtés. 
En 1965, Panas Lioubtchenko a été réhabilité à titre posthume.